# Arne Hendriksen
Arne Olav Weiglin Hendriksen, född 1 januari 1911 i Berlin, Tyskland, död 5 november 1996 i Täby kommun, Stockholms län, var en norsk-svensk operasångare (tenor).

## Karriär
Hendriksen var utbildad keramiker, men hade en talang för sång. Efter att ha studerat för Karl Aagard Østvig debuterade han i Kristiania 1938. Han engagerades vid Nationaltheatret 1940 och arbetade på Den Nationale Scene i Bergen i roller som Manrico (Trubaduren), Rodolfo (La Bohème) och Pinkerton (Madama Butterfly) 1942–1946. Därefter flyttade han till Sverige, där han sjöng ett fyrtiotal roller vid Kungliga Teatern från 1947 fram till pensioneringen 1964. Bland rollerna fanns debutrollen Nemorino i Kärleksdrycken, Mozartroller, italiensk belcanto och Herodes i Salome.
Han uppträdde ibland vid Norsk Operaselskap, och han gjorde där framgångsrikt huvudrollen i Hoffmanns äventyr 1954. Han gjorde även gästframträdanden på Volksoper i Wien och i USA. Hans kanske mest kända tolkning var den som Don José i Carmen.
Han var son till konstnären Ulrik Hendriksen och var gift med Anne Margrethe Ingier, som var barnbarnsbarn till Ole Bull. Deras söner är operaregissören Knut Hendriksen och brandmannen Nils Hendriksen.

## Diskografi
- 1960 – Famous Arias Sung By Prominent Swedish Opera Artists (med Kungliga Hovkapellet. Hendriksen framför Una Furtiva Lagrima (L'Elisir d'Amore) av Gaetano Donizetti)  (His Master's Voice)
- 2004 – Royal Swedish Opera Archives, Vol. 3 (Samson et Delila av Camille Saint-Saëns, Les Troyens av Hector Berlioz) Inspelad vid Kungliga Operan 1956. (Caprice Records)

## Filmografi
- 1940 – Godvakker-Maren
- 1975 – Trollflöjten, präst

## Teater

### Roller (urval)
- 1974 – von Kronow i Glada änkan av Franz Lehár, Victor Léon och Leo Stein, regi Isa Quensel, Oscarsteatern[1]
- 1975 – Regissören Watson i No, No, Nanette av Vincent Youmans, Otto Harbach, Frank Mandel och Irving Caesar, regi Isa Quensel, Oscarsteatern[2]